# Babina pleuraden
Espèce
Synonymes
- Rana pleuraden Boulenger, 1904

Statut de conservation UICN

 LC  : Préoccupation mineure
Babina pleuraden est une espèce d'amphibiens de la famille des Ranidae.

## Répartition
Cette espèce est endémique de la république populaire de Chine. Elle se rencontre, :
- au Sichuan ;
- au Guizhou ;
- au Yunnan.

Sa présence est incertaine en Birmanie.

## Pharmacologie
Une nouvelle famille de peptides antimicrobiens a été découverte dans la peau de Babina pleuraden. Les membres de cette nouvelle famille ont été dénommés pleurain-As en référence à cette espèce.

## Publication originale
- Boulenger, 1904 : Descriptions of new Frogs and Snakes from Yunnan. Annals and Magazine of Natural History, sér. 7, vol. 13, p. 130-135 (texte intégral).